# NHL Entry Draft 2009
NHL Entry Draft 2009 ägde rum den 26-27 juni 2009 i Centre Bell i Montréal, Québec, Kanada. Kanadensaren John Tavares valdes som förste spelare totalt av New York Islanders. Som andre spelare valdes svenske backen Victor Hedman av Tampa Bay Lightning.. 

## Draftningar

### Första rundan
| Vald # | Spelare                  | Nationalitet | Position | NHL-lag               | Senaste lag              | Senaste liga                            |
| ------ | ------------------------ | ------------ | -------- | --------------------- | ------------------------ | --------------------------------------- |
| 1      | John Tavares             | Kanada       | C        | New York Islanders    | London Knights           | Ontario Hockey League                   |
| 2      | Victor Hedman            | Sverige      | D        | Tampa Bay Lightning   | MODO Hockey              | Elitserien                              |
| 3      | Matt Duchene             | Kanada       | C        | Colorado Avalanche    | Brampton Battalion       | Ontario Hockey League                   |
| 4      | Evander Kane             | Kanada       | C        | Atlanta Thrashers     | Vancouver Giants         | Western Hockey League                   |
| 5      | Brayden Schenn           | Kanada       | C        | Los Angeles Kings     | Brandon Wheat Kings      | Western Hockey League                   |
| 6      | Oliver Ekman-Larsson     | Sverige      | D        | Phoenix Coyotes       | Leksands IF              | Allsvenskan                             |
| 7      | Nazem Kadri              | Kanada       | C        | Toronto Maple Leafs   | London Knights           | Ontario Hockey League                   |
| 8      | Scott Glennie            | Kanada       | RW       | Dallas Stars          | Brandon Wheat Kings      | Western Hockey League                   |
| 9      | Jared Cowen              | Kanada       | D        | Ottawa Senators       | Spokane Chiefs           | Western Hockey League                   |
| 10     | Magnus Pääjärvi Svensson | Sverige      | LW       | Edmonton Oilers       | Timrå IK                 | Elitserien                              |
| 11     | Ryan Ellis               | Kanada       | D        | Nashville Predators   | Windsor Spitfires        | Ontario Hockey League                   |
| 12     | Calvin de Haan           | Kanada       | D        | New York Islanders    | Oshawa Generals          | Ontario Hockey League                   |
| 13     | Zack Kassian             | Kanada       | RW       | Buffalo Sabres        | Peterborough Petes       | Ontario Hockey League                   |
| 14     | Dmitrij Kulikov          | Ryssland     | D        | Florida Panthers      | Drummondville Voltigeurs | Ligue de hockey junior majeur du Québec |
| 15     | Peter Holland            | Kanada       | C        | Anaheim Ducks         | Guelph Storm             | Ontario Hockey League                   |
| 16     | Nick Leddy               | USA          | D        | Minnesota Wild        | Eden Prairie High School | United States High School               |
| 17     | David Rundblad           | Sverige      | D        | St. Louis Blues       | Skellefteå AIK           | Elitserien                              |
| 18     | Louis Leblanc            | Kanada       | C        | Montreal Canadiens    | Omaha Lancers            | United States Hockey League             |
| 19     | Chris Kreider            | USA          | C        | New York Rangers      | Phillips Andover         | United States High School               |
| 20     | Jacob Josefson           | Sverige      | C        | New Jersey Devils     | Djurgårdens IF           | Elitserien                              |
| 21     | John Moore               | USA          | D        | Columbus Blue Jackets | Chicago Steel            | United States Hockey League             |
| 22     | Jordan Schroeder         | USA          | C        | Vancouver Canucks     | Minnesota Golden Gophers | Western Collegiate Hockey Association   |
| 23     | Tim Erixon               | Sverige      | D        | Calgary Flames        | Skellefteå AIK           | Elitserien                              |
| 24     | Marcus Johansson         | Sverige      | C        | Washington Capitals   | Färjestad BK             | Elitserien                              |
| 25     | Jordan Caron             | Kanada       | RW       | Boston Bruins         | Rimouski Océanic         | Ligue de hockey junior majeur du Québec |
| 26     | Kyle Palmieri            | USA          | C/RW     | Anaheim Ducks         | U.S. National U18 Team   | National Team Development Program       |
| 27     | Philippe Paradis         | Kanada       | C        | Carolina Hurricanes   | Shawinigan Cataractes    | Ligue de hockey junior majeur du Québec |
| 28     | Dylan Olsen              | Kanada       | D        | Chicago Blackhawks    | Camrose Kodiaks          | Alberta Junior Hockey League            |
| 29     | Carter Ashton            | Kanada       | RW       | Tampa Bay Lightning   | Lethbridge Hurricanes    | Western Hockey League                   |
| 30     | Simon Després            | Kanada       | D        | Pittsburgh Penguins   | Saint John Sea Dogs      | Ligue de hockey junior majeur du Québec |

| Vald # | Spelare                  | Nationalitet | Position | NHL-lag               | Senaste lag              | Senaste liga                            |
| ------ | ------------------------ | ------------ | -------- | --------------------- | ------------------------ | --------------------------------------- |
| 31     | Mikko Koskinen           | Finland      | G        | New York Islanders    | Espoo Blues              | SM-liiga                                |
| 2      | Landon Ferraro           | Kanada       | C        | Détroit Red Wings     | Red Deer Rebels          | Western Hockey League                   |
| 33     | Ryan O'Reilly            | Kanada       | C        | Colorado Avalanche    | Erie Otters              | Ontario Hockey League                   |
| 34     | Carl Klingberg           | Sverige      | C        | Atlanta Thrashers     | Frölunda Indians         | Elitserien                              |
| 35     | Kyle Clifford            | Kanada       | AG       | Los Angeles Kings     | Barrie Colts             | Ontario Hockey League                   |
| 36     | Chris Brown              | USA          | C        | Phoenix Coyotes       | Leksands IF              | Allsvenskan                             |
| 7      | Nazem Kadri              | Kanada       | C        | Toronto Maple Leafs   | London Knights           | Ontario Hockey League                   |
| 8      | Scott Glennie            | Kanada       | RW       | Dallas Stars          | Brandon Wheat Kings      | Western Hockey League                   |
| 9      | Jared Cowen              | Kanada       | D        | Ottawa Senators       | Spokane Chiefs           | Western Hockey League                   |
| 10     | Magnus Pääjärvi Svensson | Sverige      | LW       | Edmonton Oilers       | Timrå IK                 | Elitserien                              |
| 11     | Ryan Ellis               | Kanada       | D        | Nashville Predators   | Windsor Spitfires        | Ontario Hockey League                   |
| 12     | Calvin de Haan           | Kanada       | D        | New York Islanders    | Oshawa Generals          | Ontario Hockey League                   |
| 13     | Zack Kassian             | Kanada       | RW       | Buffalo Sabres        | Peterborough Petes       | Ontario Hockey League                   |
| 14     | Dmitrij Kulikov          | Ryssland     | D        | Florida Panthers      | Drummondville Voltigeurs | Ligue de hockey junior majeur du Québec |
| 15     | Peter Holland            | Kanada       | C        | Anaheim Ducks         | Guelph Storm             | Ontario Hockey League                   |
| 16     | Nick Leddy               | USA          | D        | Minnesota Wild        | Eden Prairie High School | United States High School               |
| 17     | David Rundblad           | Sverige      | D        | St. Louis Blues       | Skellefteå AIK           | Elitserien                              |
| 18     | Louis Leblanc            | Kanada       | C        | Montreal Canadiens    | Omaha Lancers            | United States Hockey League             |
| 19     | Chris Kreider            | USA          | C        | New York Rangers      | Phillips Andover         | United States High School               |
| 20     | Jacob Josefson           | Sverige      | C        | New Jersey Devils     | Djurgårdens IF           | Elitserien                              |
| 21     | John Moore               | USA          | D        | Columbus Blue Jackets | Chicago Steel            | United States Hockey League             |
| 22     | Jordan Schroeder         | USA          | C        | Vancouver Canucks     | Minnesota Golden Gophers | Western Collegiate Hockey Association   |
| 23     | Tim Erixon               | Sverige      | D        | Calgary Flames        | Skellefteå AIK           | Elitserien                              |
| 24     | Marcus Johansson         | Sverige      | C        | Washington Capitals   | Färjestad BK             | Elitserien                              |
| 25     | Jordan Caron             | Kanada       | RW       | Boston Bruins         | Rimouski Océanic         | Ligue de hockey junior majeur du Québec |
| 26     | Kyle Palmieri            | USA          | C/RW     | Anaheim Ducks         | U.S. National U18 Team   | National Team Development Program       |
| 27     | Philippe Paradis         | Kanada       | C        | Carolina Hurricanes   | Shawinigan Cataractes    | Ligue de hockey junior majeur du Québec |
| 28     | Dylan Olsen              | Kanada       | D        | Chicago Blackhawks    | Camrose Kodiaks          | Alberta Junior Hockey League            |
| 29     | Carter Ashton            | Kanada       | RW       | Tampa Bay Lightning   | Lethbridge Hurricanes    | Western Hockey League                   |
| 30     | Simon Després            | Kanada       | D        | Pittsburgh Penguins   | Saint John Sea Dogs      | Ligue de hockey junior majeur du Québec |